# Propyläen (Editionsprojekt)
Das Propyläen-Projekt bietet Zugang zu Johann Wolfgang von Goethes Biographica. Im Rahmen des Projekts entstehen die historisch-kritischen Ausgaben von Goethes Tagebüchern und Goethes Briefen, zudem eine Regestausgabe der Briefe an Goethe sowie die Ausgabe von Goethes Begegnungen und Gesprächen.

## Propyläen (Editionsprojekt)
Angesiedelt ist das Propyläen-Projekt am Goethe- und Schiller-Archiv in Weimar sowie am Freien deutschen Hochstift in Frankfurt am Main. Es findet in Kooperation mit der Digitalen Akademie Mainz und der Sächsischen Akademie der Wissenschaften statt und wird durch das Akademienprogramm seit 2015 gefördert.
Die Ergebnisse des Projekts werden digital bis 2039 für die Forschung und die Öffentlichkeit auf der Forschungsplattform Propyläen zugänglich gemacht. Über die Projektplattform lässt sich auch auf die Faksimiles der überlieferten Handschriften zugreifen.